# XIX Giochi paralimpici estivi
I XIX Giochi paralimpici estivi (XIX Summer Paralympic Games in inglese) si svolgeranno a Brisbane, capitale e maggiore città del Queensland, in Australia, dal 24 agosto al 5 settembre 2032. Sarà la prima volta che la città di Brisbane ospiterà i giochi paralimpici; l'Australia ha già ospitato un'edizione estiva (Sydney 2000).

## Assegnazione
Come da accordi del 2001 tra il Comitato Paralimpico Internazionale e il Comitato Olimpico Internazionale, il paese selezionato per ospitare i giochi olimpici dovrà ospitare anche i corrispondenti giochi paralimpici. Il 21 luglio 2021 durante la 138ª sessione del CIO svoltasi a Tokyo, la città di Brisbane ha ottenuto l'organizzazione dei Giochi della XXXV Olimpiade e di conseguenza anche dei XIX Giochi paralimpici estivi. La capitale del Queensland è stata nominata con 72 voti favorevoli e 5 contrari in quanto unica candidata.